# Saale
Pour les articles homonymes, voir Saale franconienne et Saale autrichienne.
La Saale /sɑːl/ (en allemand : /ˈzaːlə/ ), ou Saale saxonne, autrefois dénommée Saale de Thuringe ou (plus rarement) Saale du Vogtland, est une rivière allemande traversant la Bavière, la Thuringe et la Saxe-Anhalt. Avec une longueur de 413 km, elle est le deuxième plus long affluent de l’Elbe après la Moldau (mais le plus long sur le territoire allemand), et son débit (115 m3/s) est l'un des plus élevés de ce bassin versant avec la Havel et la Moldau. Entre sa source et la confluence, la Saale draine un bassin de 24 100 km2.
Depuis le 3 octobre 1990, la Saale est une voie navigable fédérale entre les PK 0,0 et 124,2 ; elle est exploitée par la Direction de l'Eau et de la Navigation de Magdebourg.

## Toponyme
La Saale prend sa source en Haute-Franconie.
Afin de la distinguer de la Saale franconienne plus modeste, qui irrigue la Basse-Franconie, elle est appelée officiellement dans sa moitié bavaroise Saale saxonne. Elle était entièrement à l'extérieur de l'ancien Royaume de Saxe (puis de l’État libre de Saxe), mais elle traversait effectivement l'ancien Cercle de Haute-Saxe, qui a perduré du XVIe au XIXe siècle, et dans la direction de la Thuringe, elle traversait la Province de Saxe prussienne. Les appellations Saale de Thuringe et Saale du Vogtland sont aujourd'hui désuètes.
Le nom se retrouve dans tout le domaine germanophone puisqu'il désigne par ex. aussi un affluent de la Leine. La Saale est mentionnée (S.lawa) vers l'an 973 sous la plume de l'écrivain andalou Ibrahim ibn Ya'qub : la vallée était alors encore peuplée de Slaves. La Saale franconienne est mentionnée dès 777 dans un recueil de Fulda à plusieurs reprises sous les noms de Sala et Salu. Ces deux noms se trouvent déjà chez le géographe grec Strabon.
Son nom slave : Solawa, encore employé dans la littérature sorabe, remonte au vieux haut allemand sol (salée) + aha (ou auwa, ouwa, en gotique ahva) qui signifierait « eau », puis « prairie marécageuse ». Dans la région de Halle, la présence des salines incite à rapprocher l'étymologie, comme pour la ville de Suhl, de l'allemand Sole ; mais le mot slave n'a vraisemblablement qu'un faible rapport avec le toponyme germanique, car les autres Saale n'ont pas de rapport avec des salines voisines.
Dans les mots composés, le suffixe -e a disparu dans les transcriptions classiques. On le voit dans les toponymes Saalfeld, Saalburg, Saalbahn, les Saalgärten de Rudolstadt, la rue Saalweg à Iéna, Saalwiesen (Schwarzenbach/Saale) ou Saalkreis (jusqu'en 2007). Depuis la Réunification, la tendance est d'éviter de nominaliser Saale : ainsi l'arrondissement urbain de Halle est désigné depuis quelques années comme le Saalekreis.

## Hydrographie

### Source

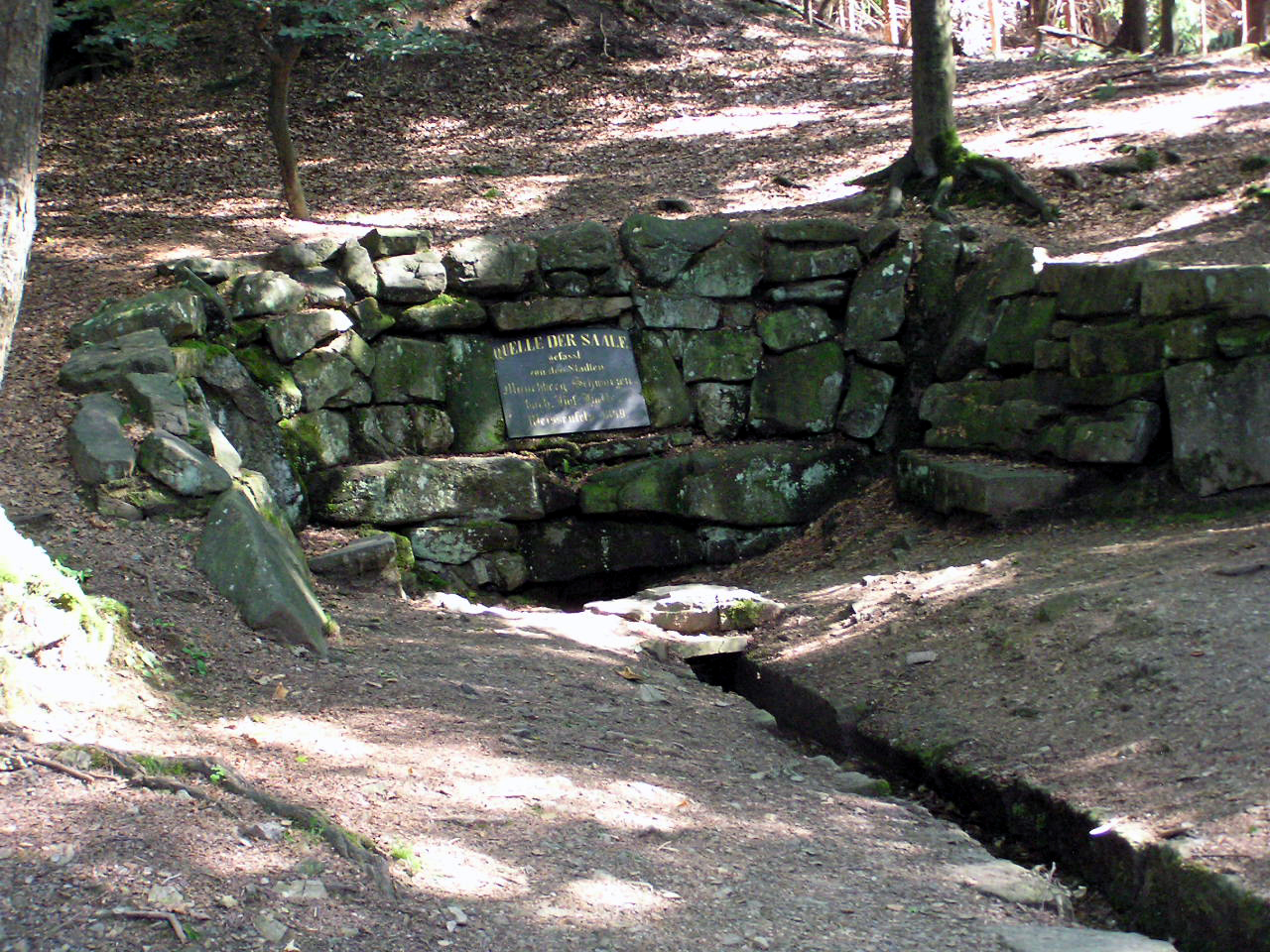
La source officielle de la Saale dans le massif de Waldstein.

La Saale prend sa source à 728 m d'altitude dans les Fichtelgebirge, entre les villages de Zell et de Weißenstadt, sur le versant Nord-ouest des collines de Waldstein, à l'extrémité orientale de la forêt de Thuringe. Sur la voûte en blocs de granite bruts marquant l'emplacement de la source officielle, à l’entrée d'une galerie de mine, on a apposé une plaque de syénite portant l'inscription : « Source de la Saale — Villes de Münchberg, Schwarzenbach, Hof, Weißenfels, Halle 1869 ». L'initiative de ce petit monument est attribuée à la ville de Münchberg, les autres villes citées n'ont fait que participer financièrement. Les alentours ont été classés site naturel protégé. La source est le kilomètre 0 du véloroute de la Saale, long de 427 km.

### Cours amont

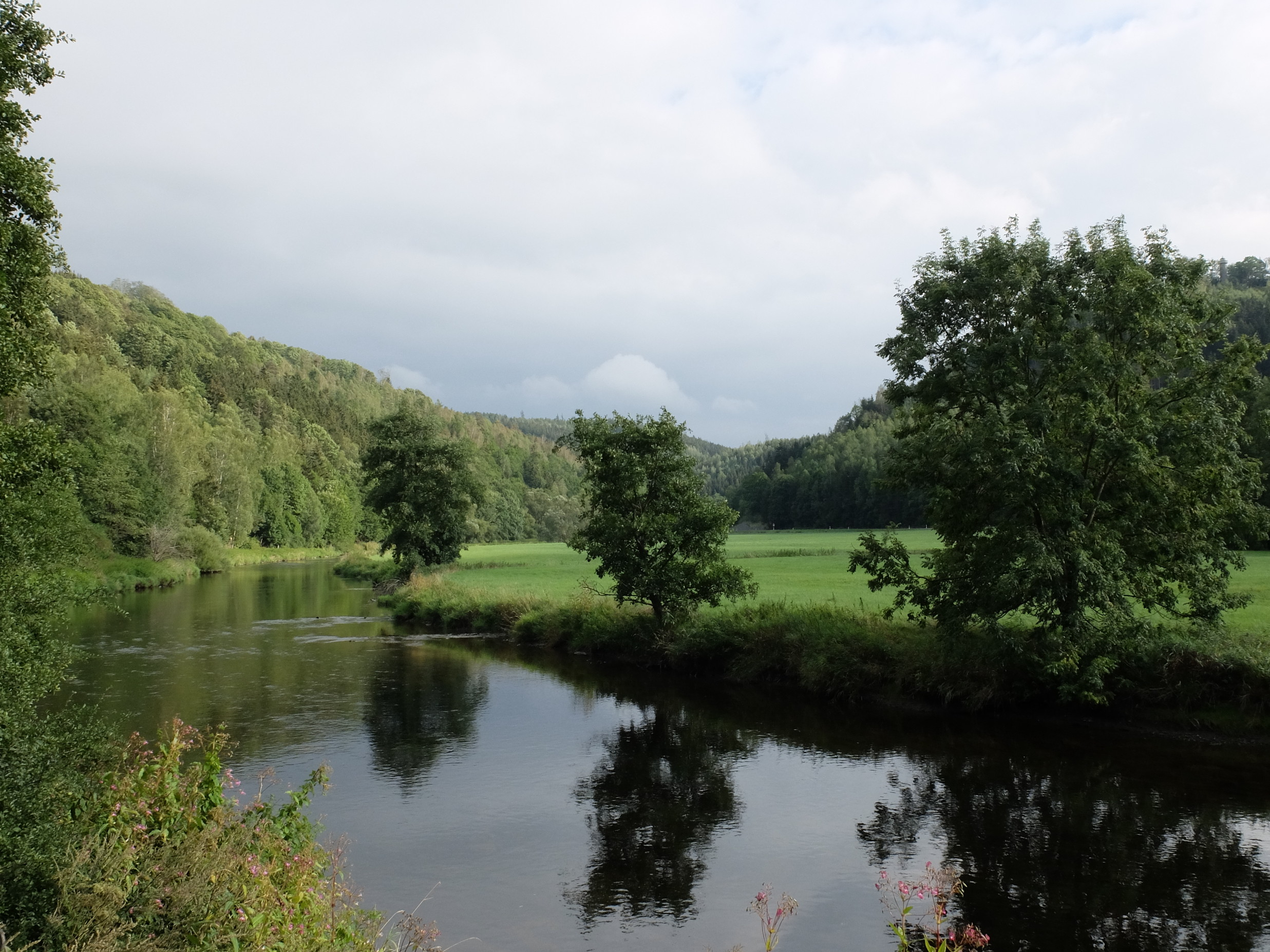
À hauteur de Blankenberg, la Saale marque la frontière entre la Thuringe et la Bavière.

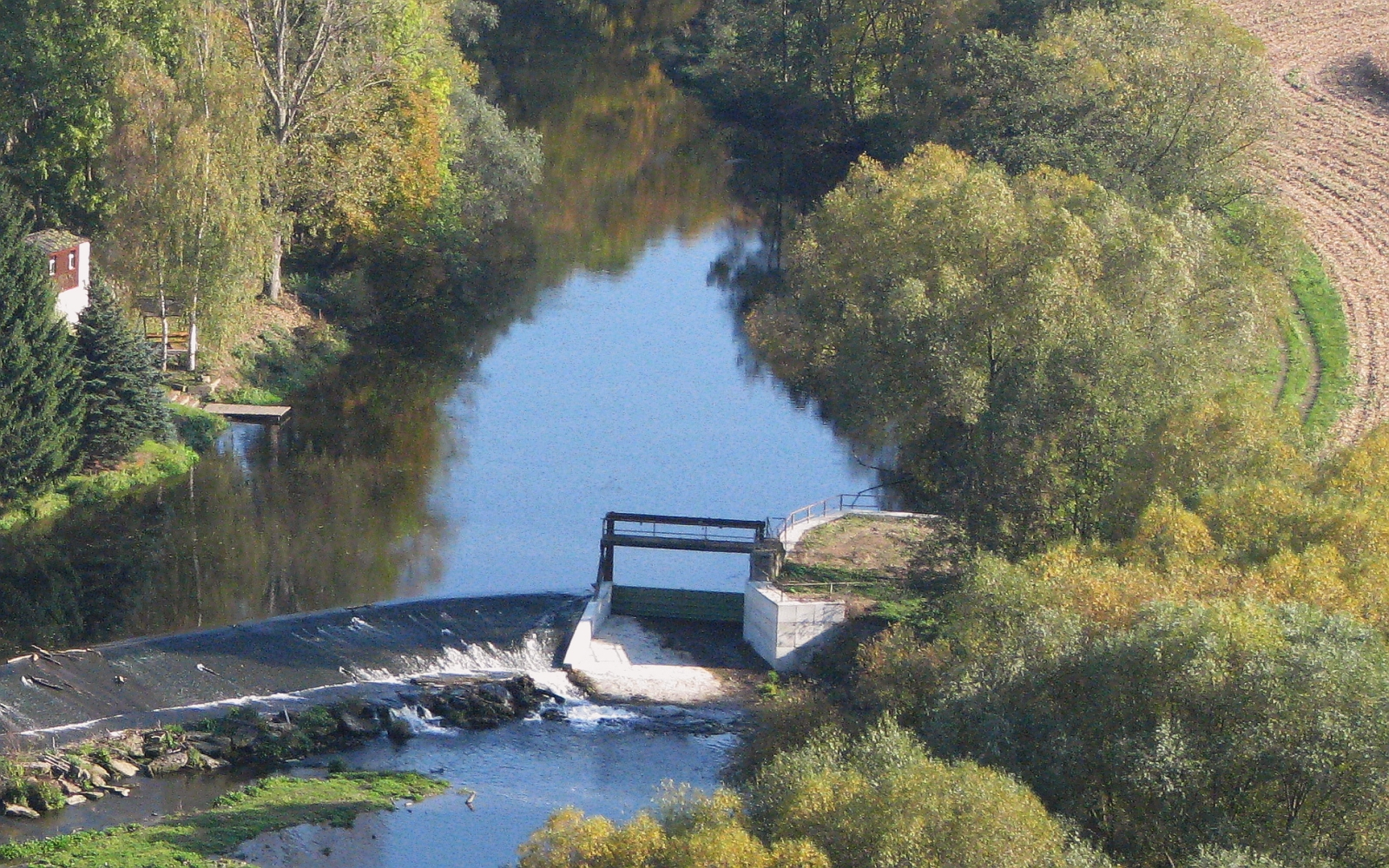
Le barrage de Dornburg.

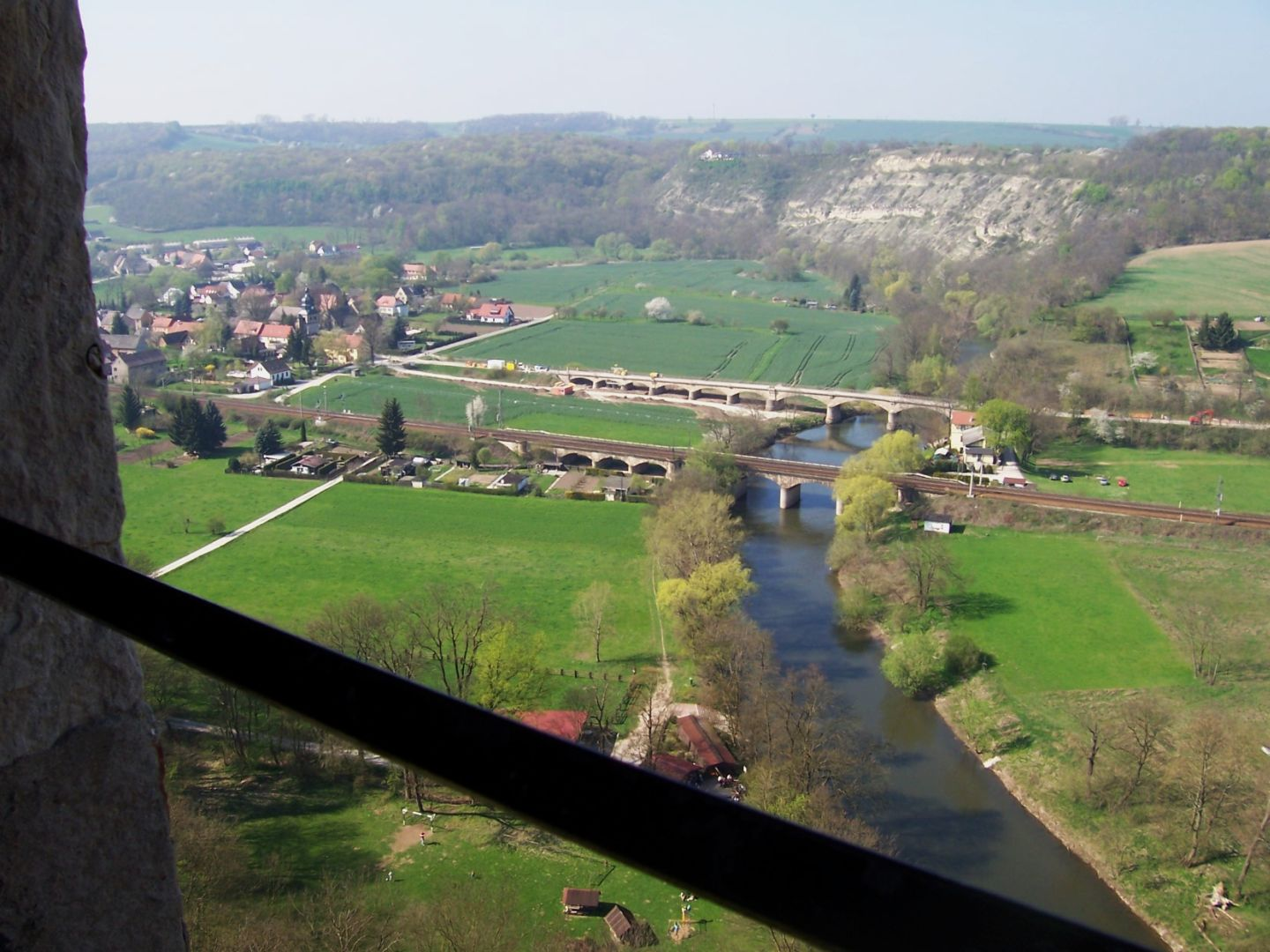
La Saale à Naumbourg.

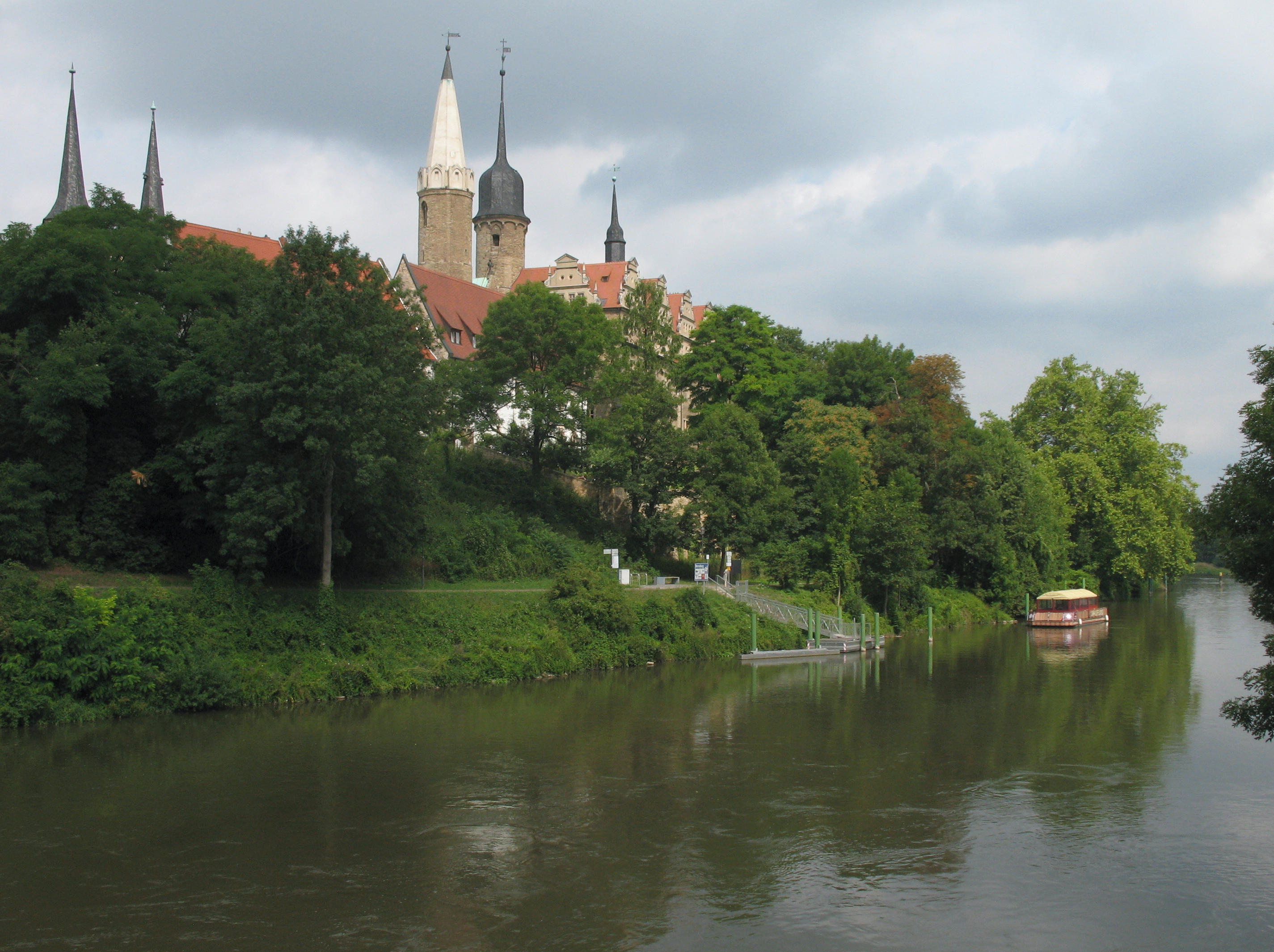
La Saale à Mersebourg.

De Zell à Hof, la Saale s'écoule lentement à travers le plateau de Münchberg. Entre la confluence du Tannbach et celle du Selbitz, elle marque la frontière entre la Thuringe et la Bavière, qui était un tronçon du Rideau de Fer. Puis la rivière franchit les monts de Thuringe. Elle est régulée par une succession de barrages formant la chute aménagée de la Saale : les principaux lacs de retenue sont ceux de Hohenwarte et de Bleiloch.
La moyenne vallée de la Saale coïncide avec l’entrée dans le massif schisteux des monts de Thuringe à Kaulsdorf et le franchissement du plateau de Thuringe. La rivière passe à proximité des villes de Saalfeld-an-der-Saale, de Rudolstadt et d’Iéna.
À Naumburg, la Saale reçoit les apports de l’Unstrut. Plus en amont, la Saale a bien un débit plus élevé que cet affluent, mais elle est aussi plus courte, ce qui porte à considérer plutôt l’Unstrut comme la véritable Saale. La dénomination historique du cours amont de la Saale s'explique par une méconnaissance de la longueur relative des deux rivières provenant d'une moindre importance économique de l’Unstrut.

### Cours aval
Cette section commence à la sortie du parc naturel Saale-Unstrut-Triasland à Weissenfels : le lit de la rivière se creuse à travers une grande plaine, en irriguant les villes de Weißenfels, Bad Dürrenberg, Mersebourg et Halle-sur-Saale.
Au pléistocène inférieur, la Saale s'écoulait de Naumbourg vers Zwenkau, se divisait en deux bras à Lützen : celui de Leipzig et celui de Schkeuditz-Lützen ; au sud de Zwenkau, elle recevait les apports de l’Elster blanche ; mais dès le début de la glaciation saalienne, la Saale se détournait du bassin de Leipzig. Elle coule depuis vers le nord à travers le massif de Weißenfels, et son ancien lit est emprunté par l’Elster blanche.
Au sud de Halle s'étend une plaine inondable d'un grand intérêt écologique, la plaine Saale-Elster. En ville même, la rivière aux berges rocheuses (rocs de Klausberg, de Kröllwitz) est parsemée de plusieurs îles, dominées par les ruines du château de Giebichenstein. À l'aval de Halle, la Saale franchit le défilé de l’Alpe de Brachwitz, puis la bourgade de Wettin et les bancs de grès de Rothenbourg, du carbonifère supérieur et traverse Bernbourg.

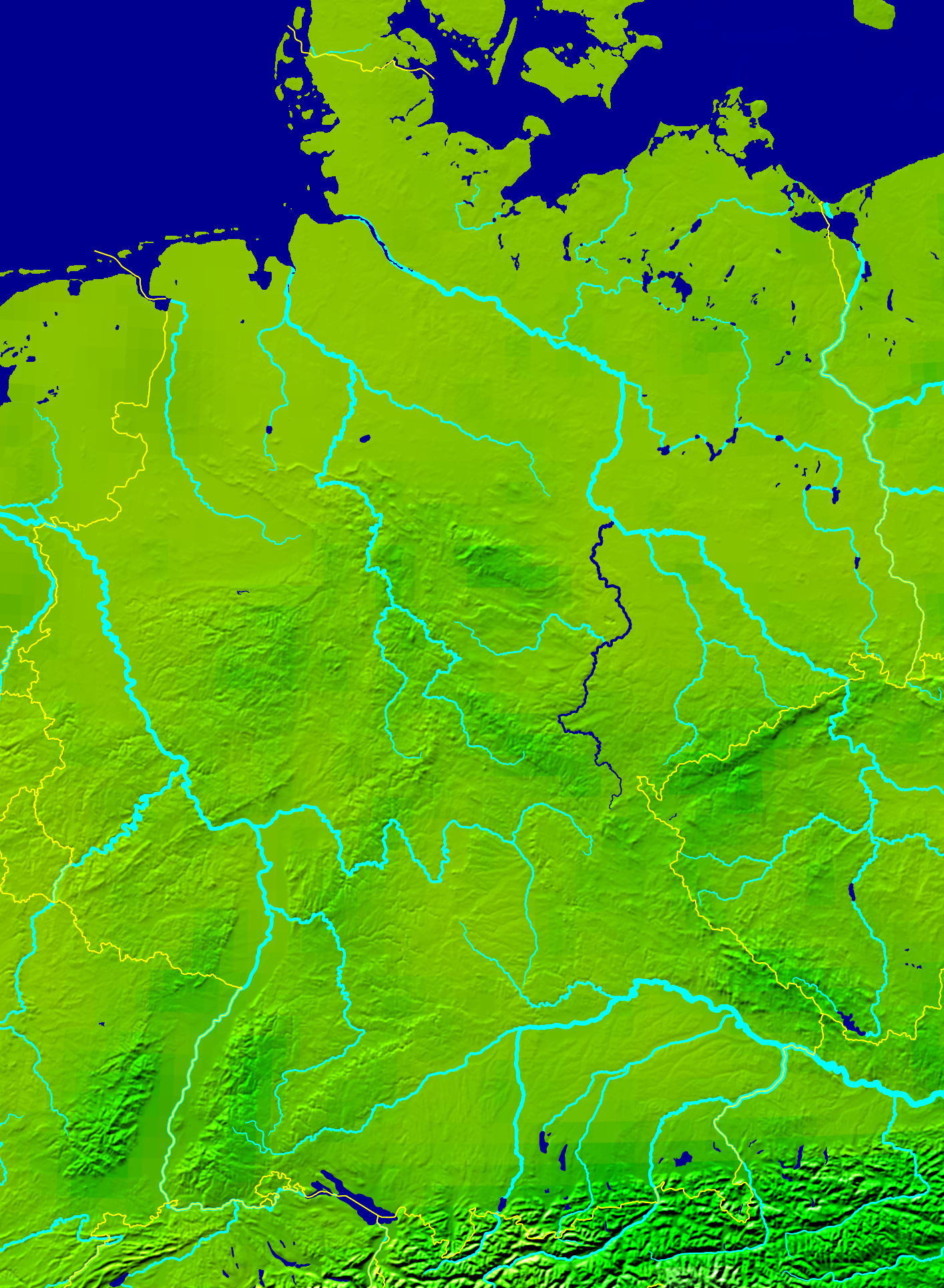
Carte de localisation de la Saale.

La Saale se jette dans l'Elbe à Barby.

## Hydrologie

### Les crues
Le géographe Gerhard Zinke a étudié les crues survenues à Halle entre 1559 et 1958. Le niveau est monté trois fois de plus dix mètres : le 2 mars 1595 (10,15 m), dans la nuit du 24 au 25 février 1799 (10,12 m) et dans la nuit du 24 au 25 novembre 1890 (10,10 m), et il est monté dix fois à plus de neuf mètres.
Les plus fortes crues de ces dernières décennies en Thuringe sont :
- Avril 1962[12],
- Avril 1994[13],
- Mai-juin 2013[14].

### Le projet de canalisation
Étant donné l'opposition des groupes écologistes, le projet de canalisation par biefs de la Saale a été abandonné, au profit d'un canal artificiel reliant Tornitz.

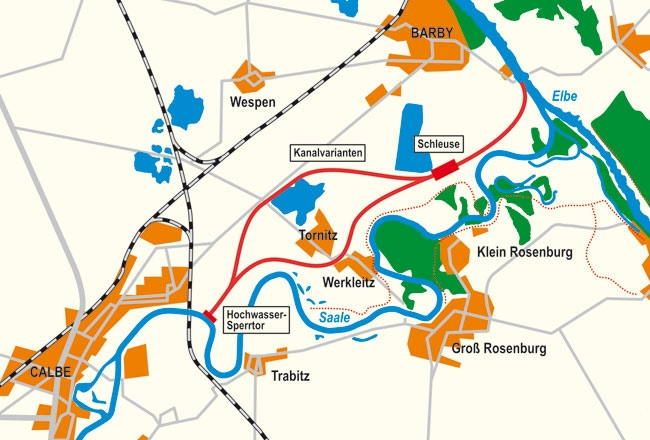
Carte du projet d'aménagement de la Saale canalisée.

Ce projet est toutefois lui aussi mis en cause, notamment par la BUND,, appuyée par Die Linke et Alliance 90 / Les Verts. Une étude de l’Université de Halle conclut que « Les investissements envisagés, 72,6 millions d'euros (…) ne sont pas justifiés par les usages à venir. » C'est pourquoi le Centre de recherche en Environnement de Leipzig-Halle et l'Association des Contribuables Allemands (Bund der Steuerzahler) exigent le déblocage des provisions engagées pour le projet.
Le montant estimé a grimpé de 72,6 millions initialement à 100 millions d'euros, ce qui explique que le projet de canal de la Saale ait été autant critiqué dans les médias,,. Des milliers de contestataires ont manifesté pendant des mois contre l'artificialisation de l'Elbe et ses conséquences pour l'Environnement, la dernière manifestation s'est déroulée le 20 septembre 2009.
L'Association pour la Promotion du Transport Fluvial (Verein zur Hebung der Saaleschifffahrt, VHdS en abrégé) oppose à ces militants les statistiques de fret des entrepreneurs de la région : plus de 2 000 000 t/an. Elle considère ce projet d'autant plus urgent que la Fédération a approfondi en 2010 l'Elbe de 1,60 m entre Hambourg à Dresde pour soutenir le transport de marchandises.

### La Saale canalisée
Le trafic fluvial sur la Saale est attesté dès 981. La rivière est navigable par barque par tronçons à partir de la confluence de l'Unstrut, et elle est navigable sans discontinuer à l'aval de Halle, à partir du port fluvial de Halle-Trotha. Dans le cadre du recalibrage de la liaison Elbe-Saale, entre 1933 et 1942, le rescindement des méandres a permis de ramener la longueur de 427 km à 413 km. Du PK 124,16 à Bad Dürrenberg au PK 0,00, au débouché dans l'Elbe (PK 290,78), la Saale est une voie navigable fédérale,, administrée par la Direction régionale de Magdebourg. De Bad Dürrenberg à l'amont du port de Halle-Trothan la Saale est une voie navigable de classe I ; à l'aval, elle est en classe IV.
La construction du canal Elster-Saale, commencée en 1933, et qui devait rallier Leipzig, n'a jamais été achevée. Son nom remonte à un canal de 2,5 km creusé au milieu du XIXe siècle, prolongeant l'Elster. Le tronçon de 11 km, mis en eau et inauguré en 1939, à cheval entre les Länder de Saxe et de Saxe-Anhalt a été rebaptisé en 1999 « canal Saale-Leipzig » (SLK) et a été intégré au réseau fédéral des voies navigables,.
Un autre projet de canalisation, jusqu’à présent non abouti, est le Mittelkanal de Mersebourg.

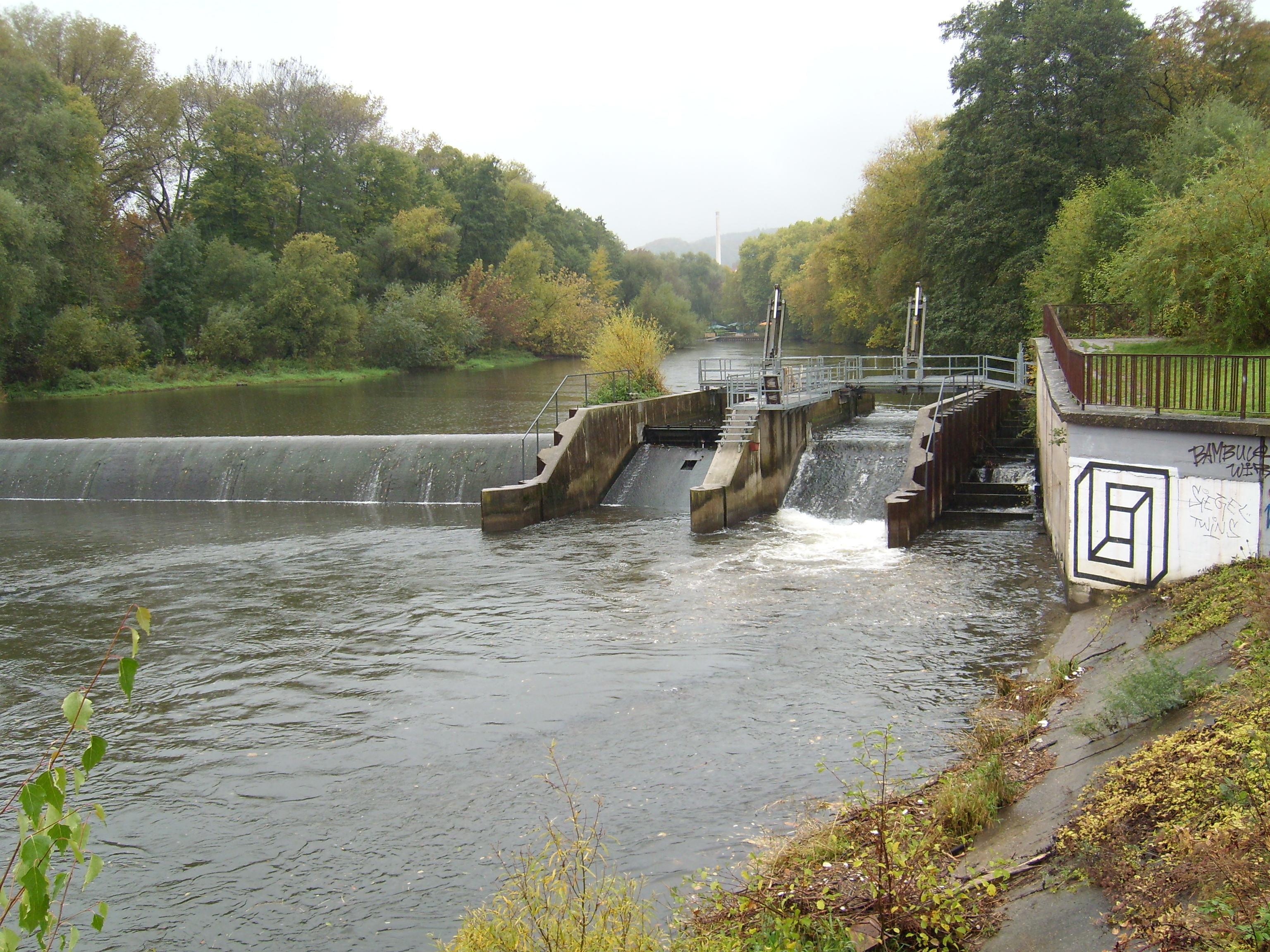
Le barrage WKW Paradies à Iéna.

### Installations hydroélectriques
Les deux barrages de navigation d'Iéna, aussi bien celui de Rasenmühlen que celui de Paradies sont équipés depuis 1999-2000 de turbines pour récupérer une partie de l'énergie de la chute. Ces turbines ont repris l'emplacement d'écluses pour le halage.
Le faubourg de Planena, à Halle (Saale), possède une centrale hydroélectrique ; il est question d'en établir deux autres : l'une au barrage de Pulverweiden et l'autre à celui de Trothaentstehen.
Il y a d'autres turbines hydroélectriques à Unterpreilipp, à Uhlstädt, à Iéna-Burgau, à Döbritschen, à Camburg et à Walsburg, dans l'ancienne usine à pâte à papier de Ziegenrück et au musée de l'hydroélectricité de Ziegenrück.

## Flore
Selon l'Office fédéral de protection de la nature, la végétation spontanée de la haute vallée de la Saale serait une couverture de luzules entrecoupée de forêts de hêtres, de rouvres et de charmes, en continuité avec la rive gauche sur la basse vallée ; enfin des forêts de rouvres et de charmes en rive droite dans son cours aval.

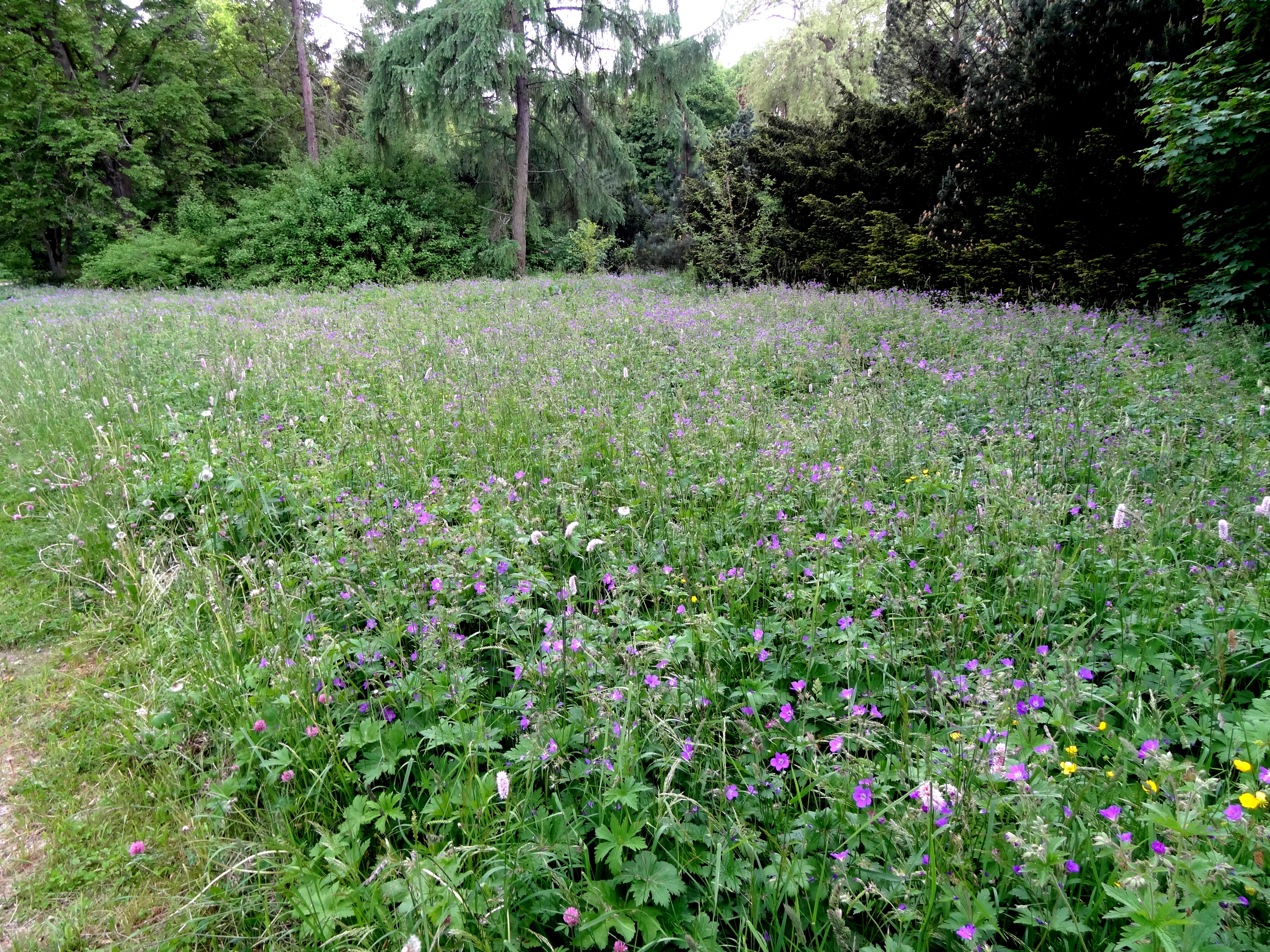
Géranium des bois à Hof (Saale).

Dans le massif des Fichtelgebirge, la Saale prend naissance au milieu d'une épaisse forêt, qui abrite plusieurs espèces protégées telles l'arnica, l'Œillet, le flûteau, le Lis martagon et le genévrier.
Au travers du massif Thuringe-Franconie, à hauteur de Hof (Saale), la rivière contourne le plateau boisé de Münchberg et ses forêts exclusives d'épicéas, et plus en aval, sépare le Vogtland rural, en rive droite, de la forêt de Franconie. À la fin du XIXe siècle, cette forêt avait entièrement disparu ; aujourd'hui, l'épicéa en est pratiquement l'unique essence d'arbre.
Sapins et épicéas dominent encore la haute vallée de la Saale en Thuringe. Les conditions défavorables à l’agriculture ont favorisé la formation d'une forêt autochtone de conifères et de feuillus.
Le paysage du parc naturel des monts de Thuringe n'est qu'une étendue boisée de sapins et d’épicéas (couverture boisée à plus de 80 %). Les forêts mixtes de chênes, de bouleaux et de sapins, caractéristiques des humus acides, sont les derniers témoins de la forêt allemande avant les défrichements du Moyen Âge.
La moyenne vallée de la Saale a été bouleversée par l'activité anthropique : elle est désormais dominée par les exploitations agricoles. Les délaissés et les saulaies sont devenus rares car la chute aménagée de la Saale a éliminé les crues et permet une navigation à longueur d'année. Le long de la Moyenne vallée de la Saale, le bassin versant de la rivière se caractérise par des forêts mixtes où dominent les hêtres : cette couverture végétale est l'écosystème le plus répandu en Allemagne.
De Saalfeld/Saale à Dornburg-Camburg, et surtout autour de Iéna, le paysage est fait de prairies demi-sèches recouvrant le banc de craie du calcaire coquillier, qui s'étendent jusqu'aux plateaux alentour. Il y a des orchidées sauvages, des orobanches et une variété de rhinantes (Rhinanthus) autochtones de la région d’Iéna qu'on ne trouve que là hors de l’Europe méditerranéenne. Les coteaux méridionaux sont aujourd'hui colonisés par le pin noir qui s'y est acclimaté.

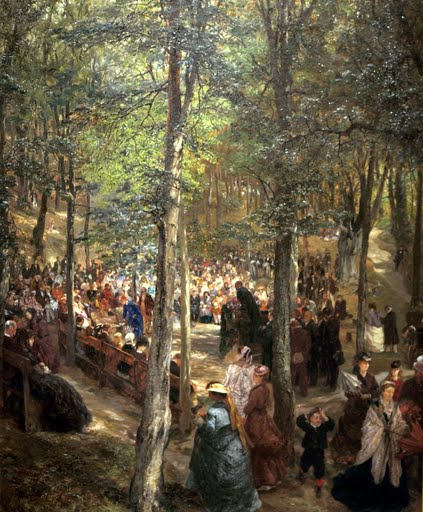
La hêtraie de Buchenhalle.

Le cépage le plus cultivé dans le vignoble de Saale-Unstrut, dans le Sud de la Saxe-Anhalt, est le Müller-Thurgau, puis viennent les variétés Pinot blanc et Silvaner. Venu d'Autriche, le Silvaner a été introduit dans la région vers 1670 et a longtemps dominé le vignoble local.
Dans les prairies entre Saale et Elster, la végétation est faite d'ormes et d'arbustes comme l'aubépine, le prunellier et les sureaux.
Dans la région de Halle, la  pollution par les poussières et cendres volantes émises par l'industrie et les foyers individuels s'est conjuguée aux inconvénients de l'anthropisation résultant des cultures intensives: tout au long du XXe siècle, l'emploi inconsidéré des engrais a saturé les sols en craie, en sulfates et en potasse. Toutefois la flore locale comporte quelques espèces végétales devenues rares en Allemagne, telles la jacinthe à petites fleurs, la violette élevée et la renoncule d'Illyrie. Le lilas est à Halle une plante invasive.

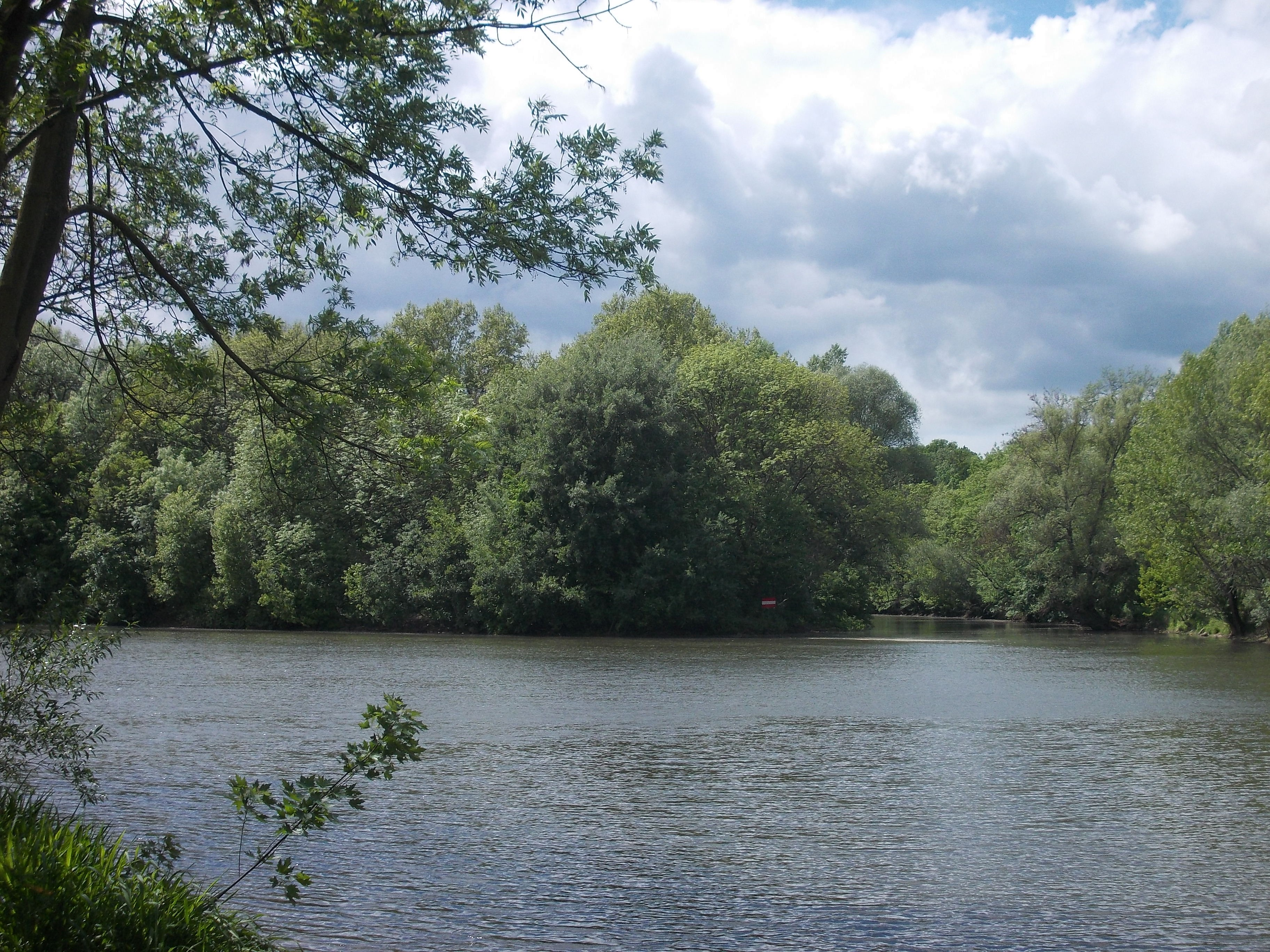
Forêt mixte de feuillus dans l'île de Peissnitz.

Le site naturel de Bergholz est une terre à lœss semi-sèche, propice aux chênes rouvres, aux bouleaux verruqueux et aux tilleuls. Cette zone, siège d'une agriculture intensive, est affectée par la Mort subite du chêne. La ripisylve séparant Halle de Bernburg abrite diverses essences florales où dominent les anémones (Anémone sylvie, Anémone fausse renoncule), les corydales et le Populage des marais. Les prairies sèches sont couvertes de stipa et de mélique, parsemées d'Adonis de printemps, de sauge des prés etc.
S'il est vrai que dans l'arrondissement du Salzland, le lit majeur de la Saale s'élargit nettement autour des villes de Bernburg, Nienburg et Calbe, les prairies humides sont peu importantes au regard des emprises exploitées par l'agriculture.

## Affluents
- Selbitz (rivière) (à Blankenstein, rive gauche)
- La Schwarza est un affluent rive gauche de la Saale, qu'elle rejoint à Rudolstadt.
- Unstrut (à Naumburg, rive gauche)
- Ellerbach (à Bad Dürrenberg, rive droite)
- Geisel/Klia (à Mersebourg, rive gauche)
- Laucha (Saale) (à Schkopau, rive gauche)